# Amtsgericht Kötzschenbroda
Das Gebäude des ehemaligen Amtsgerichts Kötzschenbroda wurde in der Zeit vor dem Ersten Weltkrieg erbaut und beherbergt heute die Evangelische Grundschule Radebeul in freier Trägerschaft des Evangelischen Schulvereins Radebeul, eine der sechs Grundschulen in der sächsischen Stadt Radebeul. Das Gebäude steht auf dem Grundstück Wilhelm-Eichler-Straße 13/13a/13b im Stadtteil Kötzschenbroda.

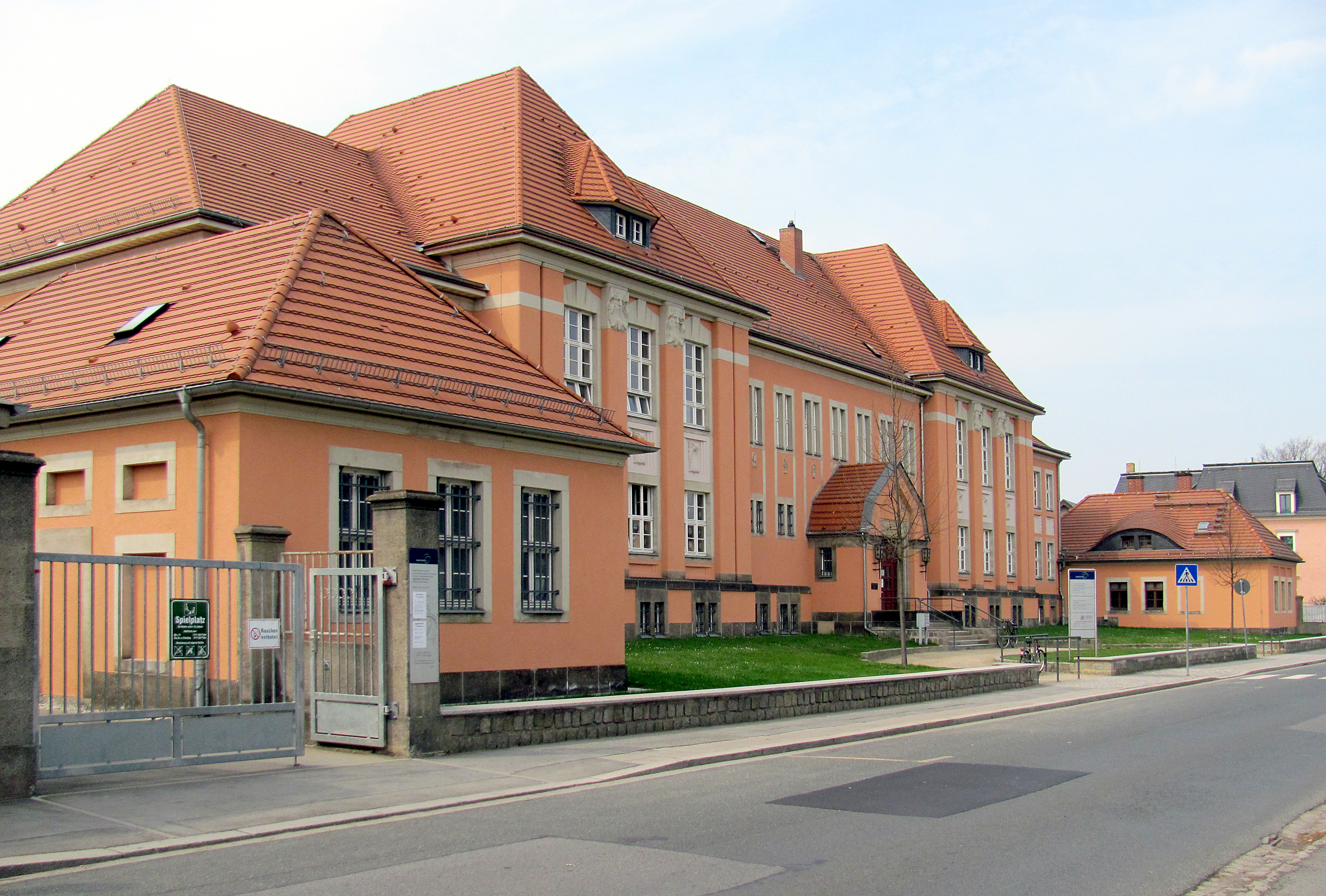
Amtsgerichtsgebäude in Kötzschenbroda, Gesamtansicht mit den zwei Pförtnerhäuschen

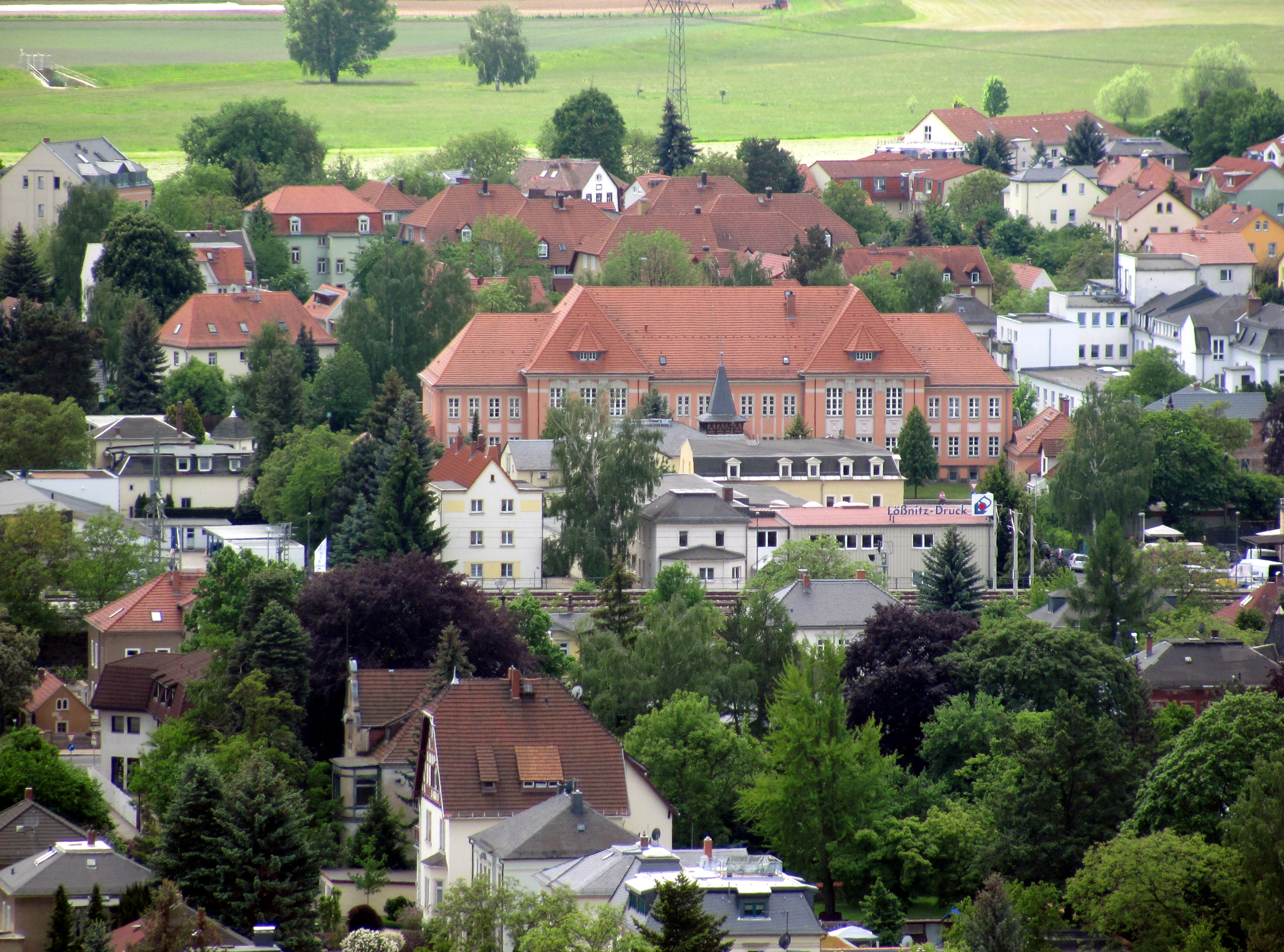
Die heutige Evangelische Grundschule, vom Wasserturm aus

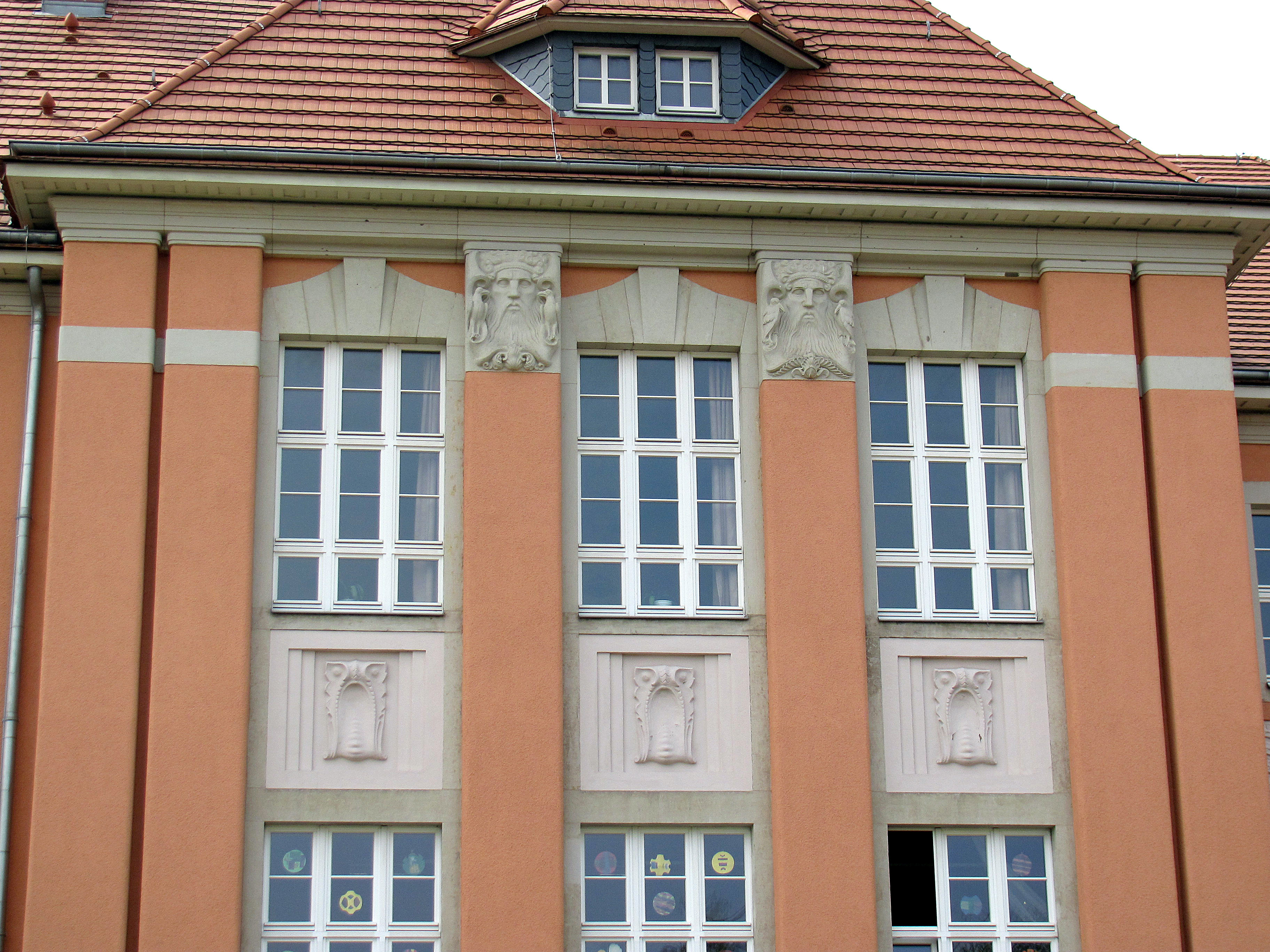
Amtsgerichtsgebäude in Kötzschenbroda, Details des rechten Risalits (Wotansköpfe mit Raben)

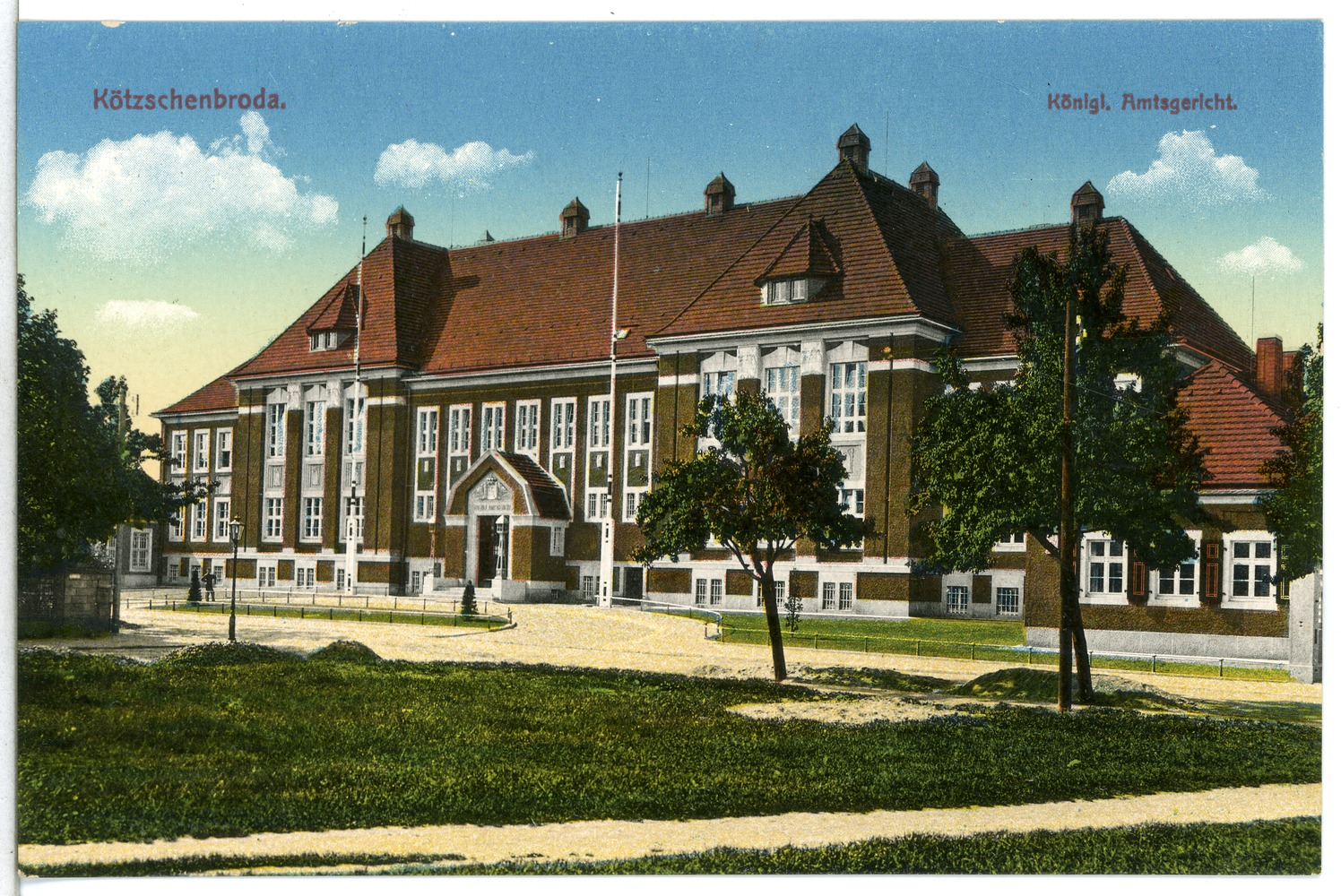
Amtsgericht Kötzschenbroda, 1912

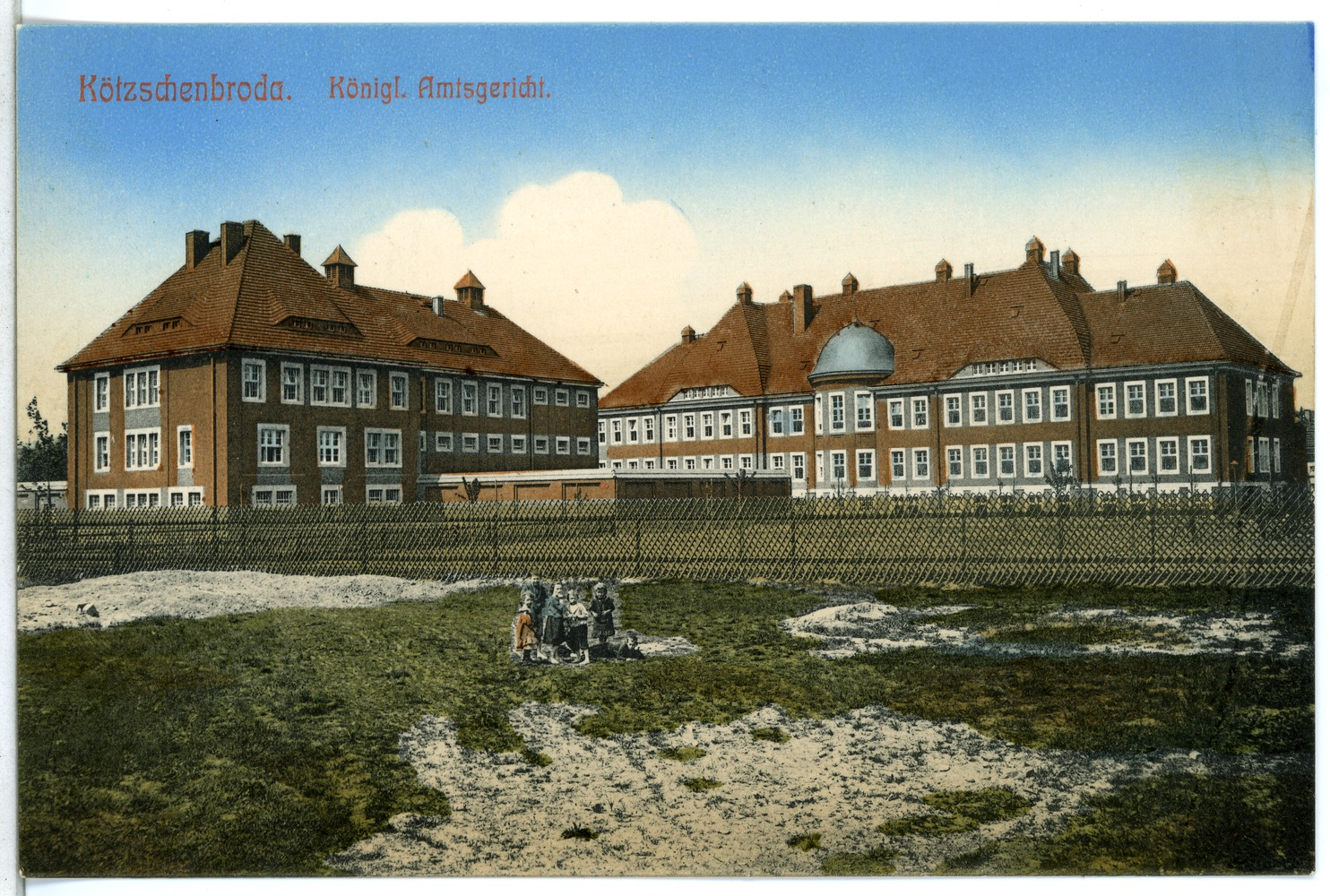
Gebäuderückseite mit dem 2005 abgebrochenen Gefängnisbau, 1911

## Beschreibung
Der auf einem Souterraingeschoss stehende zweigeschossige Bau hat einen symmetrischen Grundriss. Der Hauptbaukörper von sieben Fensterachsen mit Walmdach hat rechts und links zwei Seitenrisalite von je drei zusätzlichen, anders gestalteten Fensterachsen sowie in der Mitte einen Eingangsvorbau mit einem mansardartig geknickten Giebel sowie einer Freitreppe. Auf beiden Seiten des Gebäudes schließen sich sowohl zwei aus der Flucht nach innen versetzte, niedrigere Flügel zu vier Achsen und mit Walmdach an als auch zwei mit dem Giebel zur Straße stehende, mit dem Hauptbau an den Ecken verbundene eingeschossige Flügelbauten von drei zu fünf Fensterachsen. Von diesen zwei Pförtnerhäuschen hat mindestens eines eine Einliegerwohnung (Nr. 13a).
Das Gebäude wird durch Pilaster sowie Fensterspiegel und -einfassungen gegliedert. In den Kapitellen der Pilaster zeigen sich vier Wotansköpfe mit Raben, in den Fensterspiegeln sind Reliefs mit Attributen der Chemie.
Auf der Rückseite sind die Dächer der Seitenrisalite mit Knickdächern wie über dem Eingangsvorbau ausgeführt, zusätzlich befindet sich dort ein viertelkreisförmig vortretender Baukörper mit einer geschweiften Kuppel.

## Geschichte
Seit 1898 bewarb sich die Landgemeinde Kötzschenbroda auf Initiative des örtlichen Hausbesitzervereins um den Sitz eines neu zu bildenden Amtsgerichtsbezirks. Nach der Genehmigung durch den Landtag im Jahr 1906 errichtete Kötzschenbroda 1908–1910 auf eigene Kosten ein Gerichtsgebäude sowie ein damit durch einen unterirdischen Gang verbundenes Gefängnis nach einem Entwurf des im sächsischen Staatsdienst stehenden Architekten Heinrich Tscharmann. Die Ausführung des mit zwei flankierenden Pförtnerhäuschen und zwei Toreinfahrten unter Denkmalschutz stehenden Gebäudes lag beim vor Ort ansässigen Baugeschäft Gebrüder Große.
Der Amtsgerichtsbezirk umfasste neben den Lößnitzortschaften die Nachbargemeinden Coswig, Kötitz und Neucoswig sowie Niederwartha und Wildberg. Als Gerichtsanzeiger diente der General-Anzeiger des Amtsgerichtsbezirks Kötzschenbroda.
Das Amtsgericht mit Grundbuchamt, Gerichtsvollzug sowie Abteilungen für Hinterlegungs-, Nachlass-, Register- sowie Vormundschaftsangelegenheiten bestand bis zur Verwaltungsreform im Jahr 1952, seit der Vereinigung mit Radebeul im Jahr 1935 unter dem Namen Amtsgericht Radebeul. Mit der Durchführungsbestimmungen zur Vereinfachung der Gerichtsorganisation im Land Sachsen vom 28. Mai 1951 zur Verordnung vom 5. Mai 1951 wurden das Amtsgericht Radebeul zum Zweiggericht. 1952 wurde das Amtsgericht Radebeul in der DDR aufgehoben und das Kreisgericht Radebeul an seiner Stelle eingerichtet. Gerichtssprengel war nun der Kreis Dresden-Land. Nachfolger wurde das für den Kreis Dresden-Land zuständige Kreisgericht Dresden-Land.
In den Folgejahren befand sich dort eine Polizeianwärterschule des Innenministeriums, in der hauptsächlich Offiziere für den Strafvollzug ausgebildet wurden (sogenannte „Schließer“), und von 1991 bis 1997 eine Justizschule zur Ausbildung von sächsischen Justizbeamten des mittleren Dienstes. Bis 2005 befand sich das Sozialrathaus der Stadt Radebeul in dem Gebäude, inzwischen zogen dort die Evangelische Grundschule von Radebeul sowie der Hort Kötzschenbroda ein.
Die auf der gegenüberliegenden Straßenseite stehende Villa d’Orville von Löwenclau diente jahrzehntelang als Dienstwohnung des Gerichtsvorstands. Das ehemalige Gefängnis wurde 2005 abgerissen.

## Evangelische Grundschule Radebeul
Die Evangelische Grundschule Radebeul ist eine seit 2004 bestehende staatlich anerkannte Ersatzschule, die durch den Evangelischen Schulverein Radebeul getragen wird. Vier jahrgangsgemischte Lerngruppen nehmen 96 Kinder auf, die nach der Pädagogik von Maria Montessori und Peter Petersen lernen.
Seit 2014 bemüht sich der Trägerverein um die Ausweitung zu einem Evangelischen Schulzentrum sowie um den Aufbau einer Oberschule.